# ハファエウ・フォルステル
ハファエウ・フォルステル（Rafael Forster, 1990年7月23日 - ）は、ブラジル・サンタカタリーナ州サン・ジョゼ出身のサッカー選手。ECジュヴェントゥージ所属。ポジションはDF（センターバック）。

## クラブ歴
SCSCインテルナシオナウの下部組織出身。2010年3月1日にクルーベ・ナウチコ・カピバリベへ期限付き移籍し、同クラブで公式戦初出場となった。同年末で期限付き移籍終了とともにインテルナシオナウからも放出された。
グレミオ・オザスコ・アウダックス、アウダックス・リオデジャネイロECを経て、GEブラジウに加入。このクラブで活躍すると、2015年4月20日にゴイアスECへステップアップした。同年5月10日にカンピオナート・ブラジレイロ・セリエA初出場を記録。
2016年にFCゾリャ・ルハーンシクに加入し、国外初挑戦となった。
2017年8月30日にPFCルドゴレツ・ラズグラドに移籍。
2019-20シーズン限りでクラブとの契約を解除しヒューベファーマ・アレナを去ると、2020年7月24日にボタフォゴFRと翌年末までの契約を締結した。
2020年シーズンの結果クラブはセリエBへ降格し財政的な問題から放出が検討され、翌年3月にセリエA昇格組であるECジュヴェントゥージへ年末まで期限付き移籍となった。

## 代表歴
U-15代表として2005年の南米U-15選手権に、U-17代表として2007 南米U-17選手権と2007 FIFA U-17ワールドカップに参加した。